# 干擾因素

在試圖建立自變數和應變數之間的因果關係時，干擾因子可能影響統計分析。

干擾因素（英語：、或），又稱為干擾因子、干擾變量、混淆變量、共變因等，在统计学和因果關係中是指會同時影響自变量和因变量，導致出現偽關係的一種變量。在不嚴謹的語境下，干擾因子也可以指所有未知變數（lurking variable），包括中介變因和對撞變因。干擾因子會造成偽關係，是相關不蘊涵因果的原因之一。